# The Duplex
The Duplex es una película nigeriana de suspenso sobrenatural de 2015 producida por Emma Isikaku y dirigida por Ikechukwu Onyeka. Está protagonizada por Omoni Oboli, Mike Ezuruonye, Uru Eke y Anthony Monjaro.

## Sinopsis
Emeka (Mike Ezuruonye) está "al borde de la vida" mientras lucha, no solo para salvar a su esposa, Adaku (Omoni Oboli) y su bebé por nacer, sino también su inversión de ₦ 12. millones en un cementerio, glorificado como un dúplex.

## Elenco
- Omoni Oboli como Adaku
- Mike Ezuruonye como Emeka
- Uru Eke como Dora
- Anthony Monjaro como Jones
- Ayo Umoh como Akpan
- Maureen Okpoko como vidente

## Lanzamiento
El avance oficial fue lanzado en línea en julio de 2014. La película se estrenó en cines seleccionados el 6 de marzo de 2015.

## Recepción
Amarachukwu Iwuala del sitio web 360Nobs analizó la película, afirmando: "Realmente no hay nada que el mejor elenco del mundo pueda hacer con una película, cuya historia y proyección carecen de profundidad como vemos en The Duplex. Más bien, el trabajo a medio hornear los arrastrará a su nivel. Algunos cineastas deberían hacer un esfuerzo consciente para entretener en lugar de castigar a sus espectadores con películas triviales".